# Nivel de bioseguridad

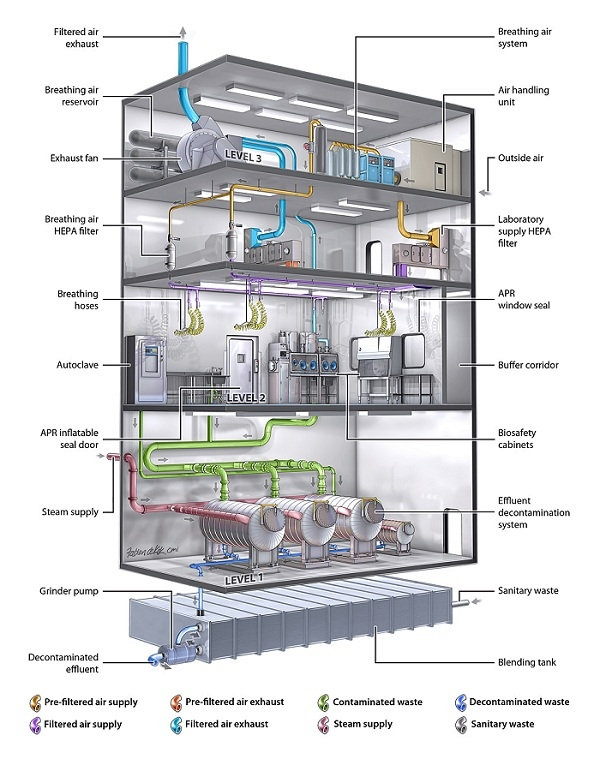
Características esenciales de un laboratorio de nivel de bioseguridad 4 (BSL-4)

El centro para el control y prevención de enfermedades (CDC) de los Estados Unidos, específica cuatro niveles de bioseguridad para el manejo de agentes biológicos, los cuales son conocidos como Niveles de bioseguridad del 1 al 4,

## Historia
El primer prototipo del nivel III fue construido en 1943 por Hubert Kaempf Jr., entonces un soldado del Ejército de EE. UU., bajo la dirección del Dr. Arnold G. Wedum, director (1944-69) de Higiene y Seguridad Industrial en el Laboratorio de defensa de Armas Biológicas de los Estados Unidos, Camp Detrick, Maryland. 
El 18 de abril de 1955, catorce representantes se reunieron en el Camp Detrick en Frederick, Maryland. La reunión tuvo como finalidad compartir conocimientos sobre la seguridad biológica, química, radiológica, además de cuestionar la seguridad industrial. Debido a las posibles consecuencias de la labor realizada en los laboratorios de guerra biológica, la conferencia se limitó a establecer los niveles de bioseguridad. A partir de 1957, estas conferencias se destinaron a permitir un mayor intercambio de información sobre seguridad biológica. No fue sino hasta 1964, sin embargo, cuando las conferencias se llevaron a cabo en una instalación del gobierno no asociada con un programa de guerra biológica.
Durante los siguientes años, las conferencias de seguridad biológica crecieron para incluir a representantes de todas las agencias federales que habían patrocinado o realizado investigaciones con microorganismos patógenos. En 1966 comenzó a incluir a representantes de universidades, laboratorios privados, hospitales y complejos industriales. A lo largo de la década de 1970, la participación en las conferencias siguió creciendo y en 1983 se inició el debate sobre la creación de una organización formal. La Asociación Americana de Seguridad Biológica (ABSA) fue establecida oficialmente en 1984 y la constitución y los estatutos se redactó el mismo año. A partir de 2008, ABSA incluye unos 1600 miembros de su asociación profesional.

## Los Niveles

### Nivel de Bioseguridad 1
En este nivel se trabaja con agentes que presentan un peligro mínimo para el personal del laboratorio y para el ambiente. El acceso al laboratorio no es restringido y el trabajo se realiza por lo regular en mesas estándar de laboratorio. En este nivel no se requiere equipo especial ni tampoco un diseño específico de las instalaciones. El personal de estos laboratorios es generalmente supervisado por un científico con entrenamiento en microbiología.
Incluye varios tipos de bacterias y virus como la hepatitis canina, Escherichia coli no patógena, así como algunos cultivos de células y las bacterias no-infecciosas. En este nivel las precauciones tomadas con los materiales de riesgo biológico en cuestión, son los guantes de plástico y algún tipo de protección facial. El laboratorio no está necesariamente aislado de las demás instalaciones del edificio. El trabajo se realiza generalmente en mesas de trabajo abiertas. Por lo general, los materiales contaminados se desechan en recipientes de residuos abiertos. Los procedimientos de descontaminación para este nivel son similares en muchos aspectos a las precauciones modernas contra los microorganismos de la vida cotidiana (por ejemplo, lavarse las manos con jabón antibacteriano, lavar todas las superficies expuestas del laboratorio con los desinfectantes, etc.)

### Nivel de Bioseguridad 2
Es similar al nivel 1 y en él se manejan agentes de peligro moderado hacia el personal y el ambiente, pero difiere del nivel 1 en las siguientes características:
1. El personal de laboratorio tiene entrenamiento específico en el manejo de agentes patógenos
2. El acceso al laboratorio es restringido cuando se está realizando algún trabajo.
3. Se toman precauciones extremas con instrumentos punzocortantes contaminados
4. Ciertos procedimientos en los cuales pueden salpicar los agentes o aerosoles se llevan a cabo en gabinetes de trabajo biológico

### Nivel de Bioseguridad 3
Este nivel es el que se encuentra en los laboratorios clínicos, de diagnóstico, algunos laboratorios universitarios y también de investigación, en el cual se realiza trabajo con agentes exóticos o que pueden causar un daño serio y potencialmente mortal como resultado de la inhalación o exposición a los mismos (por ejemplo, el Carbunco o el SARS-CoV-2 ).
El laboratorio cuenta con un diseño y características especiales y todos los materiales son manipulados utilizando vestimenta y equipo de protección. El personal de laboratorio tienen una formación específica en el manejo de patógenos y agentes potencialmente letales, y son supervisados por científicos competentes con experiencia en el trabajo con estos agentes. Todos los procedimientos que implican la manipulación de materiales infecciosos se llevan a cabo dentro de los gabinetes de seguridad biológica, campanas de diseño especial, u otros dispositivos de contención física, o por personal que use el equipo de protección personal y equipos.
Sin embargo, se reconoce que no todos los laboratorios llegan a cumplir con las normas recomendadas para este nivel de bioseguridad. En estas circunstancias, es aceptable el realizar las siguientes prácticas para poder seguir operando de una manera segura:
1. Ventilar el aire del laboratorio al exterior
2. La ventilación del laboratorio se tiene que hacer con un flujo de aire direccional controlado
3. El acceso al laboratorio está restringido

### Nivel de Bioseguridad 4
Este nivel es el que se utiliza para trabajar con agentes biológicos que representan un alto riesgo individual de contagio y que además son muy perjudiciales para la vida. Los agentes nuevos que tienen un cierto parecido con los antígenos de los agentes conocidos que operan en el nivel 4, son confinados a este nivel hasta que se tiene suficiente información para confirmar que pertenecen a este nivel o bien pasarlos al nivel adecuado.
El personal de estos laboratorios cuenta con entrenamiento específico y extensivo en el manejo de agentes infecciosos y cuentan con entrenamiento para trabajar en el ambiente estéril y controlado de los mismos.
Por lo regular los científicos que trabajan aquí, utilizan trajes especiales que cubren la totalidad de sus cuerpos y que además tienen una leve sobrepresión para evitar que entren partículas infecciosas al mismo si es que éste llega a desgarrarse.
Los laboratorios se mantienen con una presión de aire negativa, lo cual ayuda a impedir que los agentes nocivos escapen al ambiente. Además, las instalaciones están en un edificio separado o en un área controlada dentro de un edificio, que está completamente aislado de las demás áreas del edificio. Algunas enfermedades infecciosas que se manejan en el nivel 4 son:
Ébola, Viruela, Hantavirus, Fiebre de Lassa, Fiebre hemorrágica de Marburgo.

## Algunos laboratorios de nivel 4 en el mundo
Anexo:Laboratorios de bioseguridad nivel 4 en el mundo

### Alemania
Actualmente Alemania tiene cuatro laboratorios de nivel 4, uno ubicado en la Universidad Philipps de Marburg, el Instituto Bernhard Nocht de Hamburgo, Friedrich-Loeffler-Institut (FLI) en la isla de Riems y el laboratorio Robert Koch en Berlín desde el año 2018.

### Argentina
El Servicio Nacional de Sanidad y Calidad Agroalimentaria (Senasa) posee un laboratorio de nivel 4. El primero en el país y Sudamérica.
El Senasa, tenía, desde hacía más de 15 años, un laboratorio de referencia Nivel III-A, que luego fue reconocido como Laboratorio de Bioseguridad Nivel IV - OIE.
Dentro del Nivel 4 se diferencia entre laboratorios según regulación de la OIE (Organización Internacional para la Sanidad Animal) y OMS (Organización Mundial de la Salud) , ya que esta última es más exigente que la primera y no existen laboratorios en Argentina que cumplan dicha regulación.

### Australia
El Laboratorio Australiano de Salud Animal en Geelong, Victoria, es el único de este tipo en Australia

### Canadá
Canadá cuenta con el Laboratorio Nacional de Microbiología en Winnipeg, el cual abrió sus puertas en 1999 y es bastante inusual, ya que está diseñado para manejar agentes humanos y animales

### Estados Unidos
Estados Unidos cuenta con diez laboratorios de nivel 4 y actualmente está considerando construir uno más:
- Instituto de investigaciones médicas en enfermedades infecciosas del Ejército de los Estados Unidos (USAMRIID) en Fort Detrick, Maryland
- Centers for Disease Control and Prevention en Atlanta, Georgia. Uno de los dos únicos repositorios legales de viruela en el mundo.
- Georgia State University, Center for Biotechnology and Drug Design en Atlanta, Georgia
- National Naval Medical Center en Bethesda, Maryland
- Southwest Foundation for Biomedical Research en San Antonio, Texas
- UTMB's Center for Biodefense and Emerging Infectious Diseases en Galveston, Texas
- The Infectious Disease Unit (IDU) of the Oklahoma Animal Disease Diagnostics Laboratory (OADDL), at Oklahoma State University en Stillwater, Oklahoma
- National Institute of Allergy and Infectious Diseases, Rocky Mountain Laboratories en Hamilton, Montana
- The Virginia Division of Consolidated Laboratory Services facility at the Department of General Services of the Commonwealth of Virginia, Richmond, Virginia
- Boston University, Boston, Massachusetts

### España
En el Centro de Investigación en Sanidad Animal (CISA) situado en Valdeolmos, a 40 kilómetros al noreste de Madrid, cuyas instalaciones están catalogadas como de nivel 3 (BSL-3), existen dos laboratorios veterinarios de nivel de bioseguridad veterinaria 4 (NSL4 - OIE).

### Francia
Francia cuenta con el laboratorio Jean Mérieux en Lyon

### Italia
Italia tiene sólo un laboratorio de nivel 4, el Istituto Nazionale Malattie Infettive, Ospedale Lazzaro Spallanzani en Roma

### Japón
Japón tiene un laboratorio de nivel  4, llamado Instituto nacional de enfermedades infecciosas en Tokio, aunque por el momento solo se llevan a cabo estudios con agentes de nivel 3.

### Reino Unido
El Reino unido cuenta con 3 laboratorios de nivel 4 y actualmente existe uno más en construcción.

### Rusia
Centro Estatal de Virología y Biotecnología VECTOR (Instituto VECTOR) de Novosibirsk. Junto con Centers for Disease Control and Prevention (Estados Unidos) es uno de los dos únicos repositorios legales de viruela en el mundo.

### Sudáfrica
El Instituto Nacional de Enfermedades Contagiosas en Grahamstown, Sudáfrica, es el único laboratorio de este tipo en toda África

### Suecia
El Instituto sueco para el control de enfermedades infecciosas, en Solna, es el único laboratorio de nivel 4 de los países nórdicos

### Suiza
El Instituto de virología e inmunoprofilaxis en Mittelhäusern es el único laboratorio conocido en Suiza que tiene la categoría 4. En este laboratorio únicamente se estudian enfermedades animales que no se transmiten a los humanos. Además, es el único laboratorio en donde no se utilizan trajes de aislamiento total.

### Taiwán
En Taiwán existen un laboratorio de nivel 4, es el Instituto de medicina preventiva, el cual depende del ministerio de defensa.